# Caproni Ca.312
Il Caproni Ca.312 era un bimotore da osservazione multiruolo ad ala bassa prodotto dall'azienda italiana Cantieri Aeronautici Bergamaschi (CAB) (gruppo Caproni) di Ponte San Pietro, Bergamo, negli anni trenta.
Evoluzione dell'originario Ca.310 Libeccio venne utilizzato dalla Regia Aeronautica nel ruolo di aereo da collegamento e da trasporto leggero durante la seconda guerra mondiale.

## Storia

### Sviluppo
Il Ca.312 era un ulteriore sviluppo del Ca.310 Libeccio destinato a svolgere incarichi differenti e maggiormente gravosi del suo predecessore grazie all'adozione di un impianto motore dalla maggior potenza disponibile. Gli originali radiali Piaggio P.VII vengono sostituiti da una coppia di Piaggio P.XVI R.C.35 capaci di erogare 700 CV (537 kW) ciascuno.
Il prototipo, ricavato dalla conversione di un Ca.310 di serie, venne portato in volo la prima volta il 7 dicembre 1938 sul campo di volo aziendale della Cantieri Aeronautici Bergamaschi (CAB) di Ponte San Pietro, ai comandi del pilota collaudatore Ettore Wengl.
Conclusa la fase preliminare il velivolo venne inviato, come da prassi, all'aeroporto di Guidonia per sottoporlo alla commissione esaminatrice della Regia Aeronautica. Le prestazioni vennero giudicate soddisfacenti di conseguenza il Ministero dell'aeronautica stipulò un iniziale contratto di fornitura per 96 esemplari. La disponibilità dei Ca.311 e Ca.313, ritenuti dal Ministero più interessanti, determinò in breve tempo la rescissione del contratto originale in favore dei due diversi modelli, per cui la direzione commerciale della Caproni, a Taliedo, si vide costretta a ricollocare il modello presso il mercato estero.
L'11 aprile 1939 la Caproni riesce a stipulare con la Norvegia un contratto di fornitura per due esemplari modificati, che integravano nel progetto originale il musone vetrato introdotto nei Ca.310 e Ca.311 e designati Ca.312bis. Il governo norvegese era già cliente avendo acquistato i Ca.310 per fornirli alla propria forza aerea, la Hærens Flyvevesen. Nel dicembre successivo, venne stipulato un nuovo contratto per la fornitura di altri 13 esemplari ed uno di produzione su licenza della versione Ca.312bis. La produzione norvegese, affidata agli stabilimenti della Hærens Flyvefabrik a Kjeller, avrebbe dovuto nelle intenzioni del governo equipaggiare con un nutrito numero di esemplari i reparti di ricognizione di Fornebo, Kjevik e Sola, sostituendo i quattro Ca.310 dei quali non era completamente soddisfatta. Le vicende belliche, date dall'evoluzione della Seconda guerra mondiale nella Campagna Norvegese, conclusero di fatto ogni sviluppo dell'accordo in quanto la Norvegia venne occupata dalle truppe tedesche della Wehrmacht.
Anche il Belgio si era dichiarato interessato al progetto stipulando un contratto di fornitura per 24 Ca.312bis, ulteriormente modificati adottando la fusoliera del Ca.311M, ma analogamente a quanto successo in Norvegia, l'avanzata tedesca nella campagna di Francia annullò ogni possibilità di accordi commerciali. L'iniziale intenzione di riconvertirli come aerosiluranti venne abbandonata e gli esemplari vennero integrati nella Regia Aeronautica ed assegnati ai reparti che li utilizzarono con compiti di collegamento e trasporto.

## Versioni
Ca.312
prototipo realizzato in due esemplari come conversione da altrettanti Ca.310.
Ca.312bis
versione modificata con musone finestrato del Ca.310/311, realizzata in due esemplari (tipo Norvegia) e successivamente convertiti nella versione di serie (tipo Belgio) a muso scalinato. Produzione totale: 39 esemplari.

## Utilizzatori
Italia
- Regia Aeronautica